# Estação Saint-Denis - Université
Saint-Denis - Université é uma estação da linha 13 do Metrô de Paris, localizada ao norte da comuna de Saint-Denis, na fronteira com Pierrefitte-sur-Seine, no departamento de Seine-Saint-Denis. É o terminal da linha 13 em seu ramo nordeste.

## História
A estação, à qual está conectada um terminal de ônibus onde convergem várias linhas de ônibus, foi aberta no 25 de maio de 1998 na presença do Ministro dos Transportes Jean-Claude Gayssot após um investimento de 525 milhões de euros (70% financiados pela Região).
Inicialmente planejado para 1999, um parque de estacionamento de revezamento com 300 lugares em silos foi inaugurado em setembro de 2001 nas proximidades, na presença dos funcionários eleitos e do prefeito regional, pois previa o futuro equipamento de transporte intermodal do Plano de viagens urbanas da Ilha de França.
O nome da estação vem de sua proximidade imediata com a Universidade Paris-VIII em Saint-Denis.
Em 2004, o governo escolheu o local para instalar a nova sede dos Arquivos Nacionais. Programada para 2009, a abertura ocorreu em 2013.
A estação registrou 5 365 746 passageiros em 2011. Ela viu entrar 5 357 667 passageiros em 2013, o que a coloca na 73ª posição das estações de metrô por sua frequência.

## Serviços aos passageiros

### Acessos

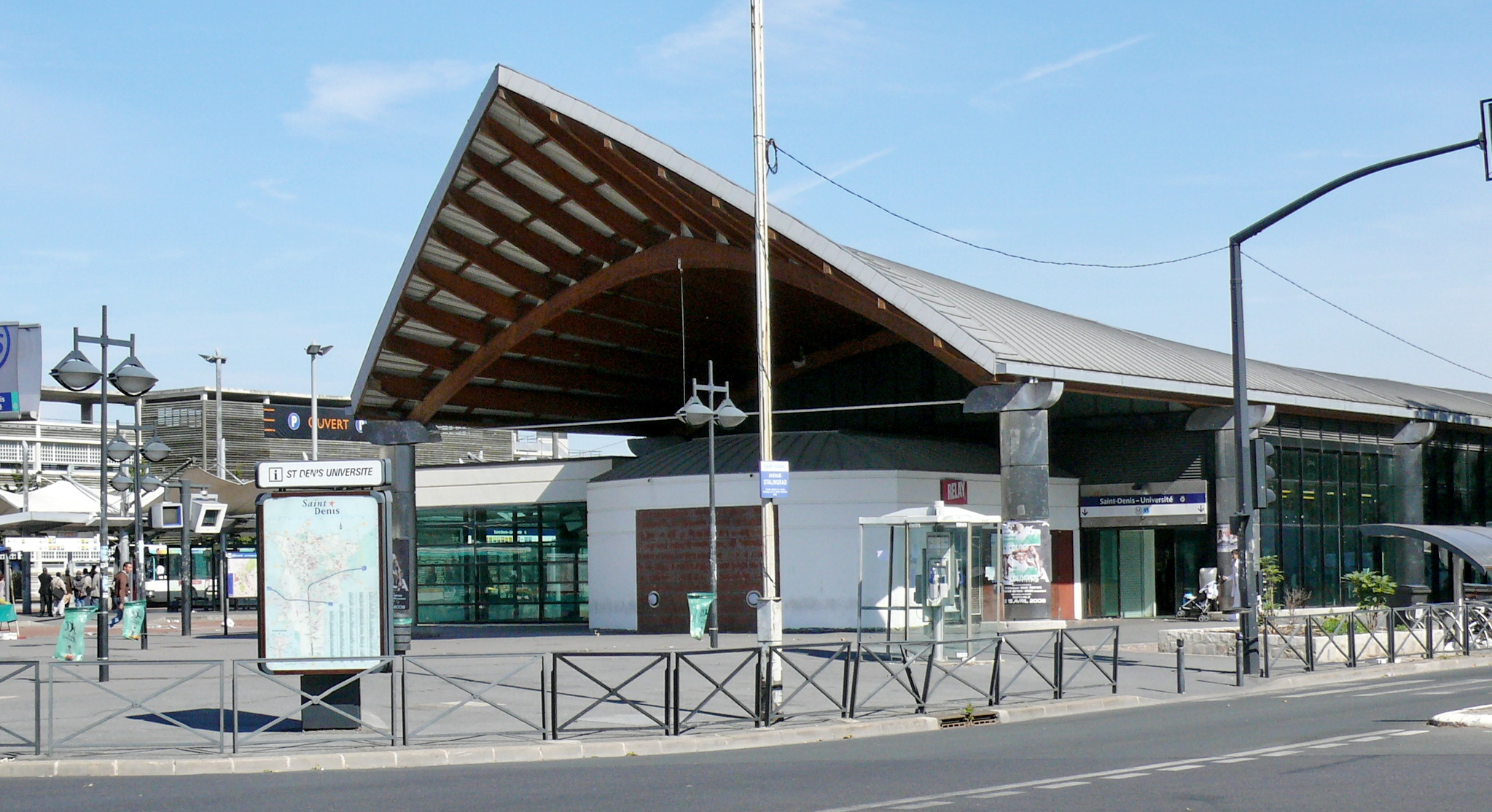
Exterior da estação. O terminal de ônibus fica atrás do prédio.

Um acesso da estação está voltado para a Universidade de Paris VIII e o outro tem vista para o terminal de ônibus.

### Plataformas
As duas plataformas laterais enquadrando as duas vias são estabelecidas alinhadas ao nível do solo sob uma laje sobre a qual é construído um grande salão de recepção. Portanto não há nível intermediário entre a superfície e as plataformas, uma situação muito incomum para o Metrô de Paris.
As plataformas têm a forma de um "I", como na estação Basilique de Saint-Denis: largas nas duas extremidades, as instalações profissionais reduzem sua largura no centro. As faixas se estendem além da linha aberta ao público, em direção a um ponto de retorno e vias de garagem.

### Intermodalidade
A estação de ônibus é servida pelas linhas 168, 253, 255, 256, 268, 353 e 356 da rede de ônibus RATP e pela linha 11 da rede de ônibus CIF. Desde 29 de julho de 2013, é possível entrar no T5 na estação Guynemer, localizada a uma curta distância.
À noite, é possível uma conexão com a linha Noctilien N44 a curta distância.
Em 5 de novembro de 2015, a estação se beneficiou do primeiro abrigo seguro para bicicletas Véligo (52 lugares) na linha 13 a uma taxa de 30 € por ano.

## Pontos turísticos
- Universidade Paris-VIII
- Arquivos Nacionais em Pierrefitte-sur-Seine.[11]
- Igreja de Sainte Jeanne d'Arc de la Mutualité

## Projeto
Uma extensão adicional da linha T13 para Stains-La Cerisaie, incluída no Plano Diretor Regional da Ilha de França (SDRIF) adotada em 2008 pelo Conselho Regional, não está mais prevista para o momento. Este projeto não aparece mais na nova versão do SDRIF adotada em 25 de outubro de 2012